# Diana Laura Riojas de Colosio
Diana Laura Riojas de Colosio es una localidad del estado mexicano de Coahuila. Es parte del municipio de Frontera.

## Toponimia
El nombre de la localidad rinde homenaje a Diana Laura Riojas, esposa de Luis Donaldo Colosio, candidato presidencial del Partido Revolucionario Institucional (PRI) en las elecciones de 1994 y quien fue asesinado durante la campaña.

## Demografía
| Censo | Población |
| ----- | --------- |
| 2000  | 189       |
| 2010  | 1 885     |
| 2020  | 2 589     |